# Mompach
Mompach är en kommun och en by i östra Luxemburg.   Den ligger i kantonen Canton d'Echternach och distriktet Grevenmacher, i den östra delen av landet, 28 kilometer nordost om huvudstaden Luxemburg. Antalet invånare är 1 212. Arean är 27,6 kvadratkilometer.
Terrängen i Mompach är platt åt nordväst, men åt sydost är den kuperad.
.

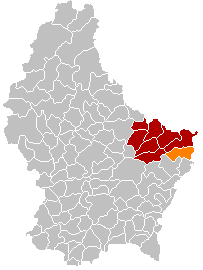
Mompach markerad med orange i karta över Luxemburg

I omgivningarna runt Mompach växer i huvudsak blandskog. Runt Mompach är det ganska tätbefolkat, med 129 invånare per kvadratkilometer.